# Trimma sanguinellus
Trimma sanguinellus és una espècie de peix de la família dels gòbids i de l'ordre dels perciformes.

## Morfologia
- Els mascles poden assolir 2,1 cm de longitud total.[3]

## Hàbitat
És un peix marí de clima subtropical i associat als esculls de corall fins als 26 m de fondària.

## Distribució geogràfica
Es troba a Indonèsia i l'oest de Tailàndia.